# General der Panzertruppe
General der Panzertruppe war eine militärische Rangstufe in der Wehrmacht, entsprechend den früheren Generalsrängen der deutschen Armeen wie General der Infanterie, General der Kavallerie und General der Artillerie.
Ein Offizier in diesem Dienstrang bekleidete üblicherweise die Dienststellung des Kommandierenden Generals eines Panzer- oder motorisierten Armeekorps, teilweise auch des Oberbefehlshabers einer Armee oder Panzerarmee. Die erste Ernennung erfolgte am 1. November 1935, als der damalige „Kommandierende General der Panzertruppen“ und vormalige „Inspekteur der Kraftfahrtruppen und Heeresmotorisierung“ Oswald Lutz in diesen Rang befördert wurde.

## Offiziere in diesem Dienstgrad
| - Hermann Balck (1893–1982) - Erich Brandenberger (1892–1955) - Hermann Breith (1892–1964) - Hans Cramer (1896–1968) - Ludwig Crüwell (1892–1958) - Karl Decker (1897–1945) - Heinrich Eberbach (1895–1992) - Maximilian Reichsfreiherr von Edelsheim (1897–1994) - Hans-Karl Freiherr von Esebeck (1892–1955) - Gustav Fehn (1892–1945) - Ernst Feßmann (1881–1962) - Wolfgang Fischer (1888–1943) - Walter Fries (1894–1982) - Hans Freiherr von Funck (1891–1979) - Leo Freiherr Geyr von Schweppenburg (1886–1974) - Fritz-Hubert Gräser (1888–1960) - Sigfrid Henrici (1889–1964) - Traugott Herr (1890–1976) - Alfred Ritter von Hubicki (1887–1971) - Georg Jauer (1896–1971) - Werner Kempf (1886–1964) - Mortimer von Kessel (1893–1981) - Friedrich Kirchner (1885–1960) - Ulrich Kleemann (1892–1963) | - Otto von Knobelsdorff (1886–1966) - Walter Krüger (1892–1973) - Friedrich Kühn (1889–1944) - Adolf-Friedrich Kuntzen (1889–1964) - Willibald Freiherr von Langermann und Erlencamp (1890–1942) - Joachim Lemelsen (1888–1954) - Heinrich Freiherr von Lüttwitz (1896–1969) - Smilo Freiherr von Lüttwitz (1895–1975) - Oswald Lutz (1876–1944) - Hasso von Manteuffel (1897–1978) - Karl Mauss (1898–1959) - Walther Nehring (1892–1983) - Hans Röttiger (1896–1960) - Dietrich von Saucken (1892–1980) - Ferdinand Schaal (1889–1962) - Gerhard Graf von Schwerin (1899–1980) - Fridolin von Senger und Etterlin (1891–1963) - Georg Stumme (1886–1942) - Horst Stumpff (1887–1958) - Wilhelm Ritter von Thoma (1891–1948) - Gustav von Vaerst (1894–1975) - Rudolf Veiel (1883–1956) - Nikolaus von Vormann (1895–1959) - Walther Wenck (1900–1982) |

Zum Generaloberst stiegen folgende vormalige Generäle der Panzertruppe auf:
- Heinz Guderian
- Heinrich von Vietinghoff
- Georg-Hans Reinhardt
- Rudolf Schmidt
- Hans-Jürgen von Arnim
- Josef Harpe
- Hans-Valentin Hube

Zum Generalfeldmarschall stiegen ferner auf:
- Erwin Rommel
- Friedrich Paulus
- Walter Model